# Edward Lion
Edward Lion (född som Edward Motaung) var en afrikansk kyrkoledare och helandepredikant som i unga år var verksam som uppsyningsman över Apostolic Faith Missions (AFM) arbete i Lesotho. Där etablerade han ett religiöst högkvarter, Zion City efter förebild från Christian Catholic Churchs högkvarter, med samma namn, i Illinois, USA.
1917 följde han Elias Mahlangu när denne bildade Zion Apostolic Church of South Africa (ZACSA).
1920 lämnade Lion ZACSA och bildade trossamfundet Zion Apostolic Faith Mission, vars ledare han var fram till sin död 1938. Till biskop för Transvaal utsågs Engenas Lekganyane. Den sistnämnde bröt dock efter några år med ZAFM och bildade Sydafrikas största sionistkyrka, Zion Christian Church (ZCC). Lion och hans kyrka accepterade t ex, till skillnad från Lekganyane, inte polygyni.
Efter Edward Lions död 1938 övertogs ledningen av ZAFM av sonen Solomon Lion.